# Ottorino Davoli
Ottorino Davoli (Reggio Emilia, 24 giugno 1888 – Venezia, 7 dicembre 1945) è stato un pittore italiano.

## Biografia
Nel 1903 grazie a un sussidio dell'istituto Ferrari Bonini si trasferisce a Milano dove frequenta l'Accademia di Brera.
Nel 1905 dipinge Il paggio e l'Autoritratto.
Nel periodo 1908-1910 in seguito all'assegnazione di un legato, compie viaggi di studio a Roma, Firenze e Venezia che contribuiranno a completare la sua formazione artistica.
Nel 1912 l'Hotel Posta di Reggio Emilia ospita una sua mostra personale.
Nel 1923 la Galleria Vinciana di Milano ospita una sua mostra personale.
Nel 1924-1925 viene nominato insegnante di figura e successivamente ornato presso la scuola di disegno Gaetano Chierici di Reggio Emilia. A questo periodo risale l'inizio della corrispondenza con il critico e storico dell'arte Lionello Venturi.
1926, mostra personale presso la Sala Verdi del Teatro Ariosto di Reggio, curata da Giannino Degani.
Negli anni 1927-1928, realizza la facciata della chiesa di San Francesco a Reggio Emilia, opera controversa che susciterà accesi dibattiti e che causerà la rottura tra l'artista e l'ambiente reggiano.
Nel 1931, realizza l'affresco per la Casa di Riposo per Mutilati di Reggio Emilia.
Nel 1934, vince il concorso per la cattedra di professore di ornato presso il Liceo Artistico di Venezia.
Nel 1936, partecipa alla XX edizione della Biennale di Venezia.
Sue opere sono esposte alla Galleria Antonio Fontanesi dei Musei Civici di Reggio Emilia.

## Elenco mostre
2018, dal 10 febbraio al 2 aprile, Galleria Parmeggiani di Reggio Emilia, Piccolo mondo moderno. È questo il titolo di una esposizione di quadri dipinti da Ottorino Davoli e donati ai Civici Musei di Reggio Emilia per lascito testamentario della signora Giulia Motti. Sono stati donati ed esposti dieci quadri. Si ricorda "L'ora della musica" (1943 circa) dove sono ritratte le quattro figlie dell'ing. Antonio Lorenzo Motti.